# Sandra Farmand
Sandra Farmand (* 13. September 1969 in St. Tönis) ist eine ehemalige deutsche Snowboardfahrerin.
Farmand, die 1998 an den Olympischen Winterspielen in Nagano teilnahm und dabei im Riesenslalom den neunten Platz belegte, gewann in ihrer Karriere auch mehrere Welt- und Europameistertitel. Zudem war sie Gesamtweltcupsiegerin.